# 小米特尼克
49°34′59″N 27°59′26″E / 49.58306°N 27.99056°E
小米特尼克（烏克蘭語：Малий Митник），是烏克蘭的村落，位於該國西南部文尼察州，由赫梅利尼克區負責管轄，始建於1654年，面積1.34平方公里，海拔高度263米，2001年人口467。